# Bedřich Voldan
Bedřich Voldan (Hlinsko, 14 de desembre de 1892 - Praga, 8 de desembre de 1978) fou un compositor i musicòleg txec.
Estudià violí al Conservatori de Praga, i després es dedicà a la carrera de concertista a Suècia (1914) i a Txecoslovàquia (1916-1920). Des de 1920 fou professor de violí al Conservatori de Praga. Feu una sèrie de composicions per a violí (una suite, un concert, etc.); una col·lecció de vuitanta cants nacionals txecs, iugoslaus, angloamericans i alemanys; diversos melodrames: La llàgrima de Twardowski; El sol; La mort de Salomé; una sèrie de lieder i peces per a piano. A Praga introduí l'anomenat mètode Taylor per a l'ensenyança del violí, redactà un important per la seva ensenyança i diversos volums d'estudi. Per a violí va compondre, a més, Concerto Piccolo; les peces Scherzo i Pierrot, i Suite nupcial. També escrigué diverses obres teòriques sobre pedagogia musical.